# Münchner Weihnachtstumulte
Im Jahr 1830 kam es in München während der Weihnachtszeit zu gewalttätigen Unruhen, die als Münchner Weihnachtstumulte oder Dezemberunruhen bezeichnet werden.
In ohnehin angespannter gesellschaftlicher Lage nach den Juli-Unruhen von 1830 kam es vom 24. Dezember bis zum 29. Dezember 1830 zu mehreren Zusammenstößen zwischen Studenten und Handwerksburschen einerseits sowie Soldaten der Münchner Garnison und bürgerlicher Landwehr andererseits. Der Anlass der Auseinandersetzungen war die temporäre Verhaftung zweier Studenten. Als Folge der Unruhen ließ Ludwig I. die Ludwig-Maximilians-Universität (LMU) schließen und die Burschenschaft „Germania“ verbieten.

## 24. und 25. Dezember
Am Heiligen Abend 1830 zogen ein paar Dutzend Studenten – unter ihnen viele Mitglieder der Germania, was später noch eine Rolle spielen sollte – lärmend über die Neuhauser Straße zum Karlstor. Der Zweck dieser Aktion konnte nicht geklärt werden, Vermutungen reichen von einem Ständchen für einen kranken Kommilitonen über eine gezielte Provokation gegen den LMU-Rektor und Burschenschaftsgegner Joseph Franz Allioli bis zur Aussage, es könne sich schlicht um einen studentischen Weihnachtsbrauch gehandelt haben, der aus Würzburg importiert worden war.
Unabhängig davon erregten die Studenten bei den Münchner Bürgern Unmut, so dass eine Gendarmeriepatrouille eingriff. Sie verhaftete zwei oder vier Studenten, die sich geweigert hatten, ihre Papiere vorzuzeigen. Die übrigen Studenten forderten die umgehende Freilassung der Festgenommenen, jedoch erfolglos. Daraufhin begannen sie, vor dem Wachlokal zu randalieren und versuchten, in umliegenden Kneipen Unterstützer anzuwerben. Die Gendarmen wurden daraufhin bewaffnet und vom Angerpikett am Heumarkt (seit 1886 St.-Jakobs-Platz) Kürassiere angefordert. Nachdem der Polizeidirektor und der Stadtkommandant persönlich erschienen und die Studenten schließlich wieder freigelassen worden waren, entspannte sich die Lage, und die Studenten zogen sich zurück.
Am Abend des 25. Dezember blieb es in der Stadt ruhig, die eigentlichen Tumulte begannen in der Nacht vom 26. auf den 27. Dezember.

## 26. und 27. Dezember
In der Nähe des heutigen Jagdmuseums stieß eine Militärpatrouille des Infanterie-Leib-Regiments in der Nacht des 26. Dezember auf eine Schlägerei zwischen Studenten und Handwerksburschen. Solche Auseinandersetzungen, die von den Studenten als „Knoten“ bezeichnet wurden, waren in dieser Zeit nicht ungewöhnlich. Als die Militärpatrouille jedoch versuchte, in den Streit der etwa 30 Studenten und Handwerker einzugreifen, eskalierte die Situation. Die beiden Parteien traten vereint gegen die Soldaten an, die sich daraufhin zur Hauptwache am Schrannenplatz zurückzogen.
Dort eskalierte die Situation schließlich vollends. Der Wachhabende ließ Gendarmen, Linieninfanterie und Kürassiere gegen die Menge vorgehen, wobei zahlreiche Zivilisten verwundet und zwei festgenommen wurden. Am 27. Dezember wurden die Mannschaften der Hauptwache, der Residenzwache und des Angerpiketts verstärkt; außerdem wurde in der Neuen Isarkaserne ein Zug Kürassiere in Alarmbereitschaft gehalten.
Seitens der Bevölkerung wurde der Militäreinsatz als unverhältnismäßig kritisiert, jedoch sind die genauen Umstände der Eskalation unbekannt. Als möglich gilt auch die Provokation der Soldaten durch die Studenten.

## 27./28. Dezember
In der Nacht des 27./28. Dezembers 1830 fanden die letzten schweren Auseinandersetzungen der Weihnachtstumulte statt. Nach Schätzungen des Kommandanten der Hauptwache versammelten sich 200 bis 300 Studenten auf dem Schrannenplatz vor der Hauptwache. Die gesamte Mannschaft der Hauptwache (mehr als 40 Mann) wurde bewaffnet und in Alarmbereitschaft versetzt. Vom Angerpikett wurden 6 Kürassiere angefordert. Berittene Gendarmen versuchten, die Menge unter Kontrolle zu halten, wurden von ihr jedoch eingeschlossen und verhöhnt. Der Wachkommandant gab daraufhin den Befehl, die Menge niederzureiten, woraufhin gewaltiges Handgemenge losbrach. Nachdem das Gerücht aufgekommen war, dass die Studenten bewaffnet gewesen wären, wurde zusätzlich noch der Alarm-Zug aus der neuen Isarkaserne gerufen. Die Menge konnte schließlich aufgelöst werden, 15 Personen wurden festgenommen.

## 28. und 29. Dezember
Am 28. Dezember war das Gerücht aufgekommen, dass die Bürger zuerst das Zeughaus und dann die Hauptwache stürmen wollten. Daraufhin wurden alle Truppen in den Kasernen behalten und die Landwehr mobilisiert. Der große Sturm blieb jedoch aus, lediglich an der Perusa-Gasse gab es eine kleine Auseinandersetzung zwischen etwa 16 Studenten und Handwerkern und dem Militär, bei der 5 oder 6 Personen leicht verletzt wurden. Aufgrund der sichtbaren Präsenz der Landwehr und des regulären Militärs blieb es nach dem 28. Dezember in München ruhig.

## Folgen
Die Polizeiverwaltung und die Stadtkommandantschaft von München sowie nicht zuletzt König Ludwig I. selbst betrachteten die Tumulte als politisch motivierte Unruhen. Friedrich Thiersch und Friedrich von Schelling konnten am 29. Dezember mäßigend auf die Studentenschaft einwirken. Ungeachtet dessen reagierte der König hart: die Ludwig-Maximilians-Universität sollte bis 1. März 1831 geschlossen werden, die Rädelsführer der Germania wurden in ganz Bayern vom Studium ausgeschlossen, alle nicht-münchnerischen Studenten sollten die Residenzstadt ebenfalls bis zum 1. März 1831 verlassen.
Auf Betreiben des LMU-Senats und des Stadtmagistrats wurde die Entscheidung bereits einen Tag später wegen der zu erwartenden gravierenden ökonomischen Folgen wieder aufgehoben. Lediglich die Anführer der Tumulte blieben in Haft und das Aufenthaltsverbot blieb für Mitglieder der Burschenschaft Germania bestehen.
Diese wiederum setzte sich gegen die ihr zugesprochene Kollektivschuld zur Wehr. Dem Engagement Thierschs verdankten die Verbindungsstudenten die Aufhebung der Aufenthaltssperre am 10. Januar 1831. Auch nachdem das Landsberger Appellationsgericht die Anführer am 11. August 1831 vom Vorwurf der revolutionären Verschwörung freigesprochen hatte, blieb Ludwig I. von Misstrauen gegenüber der Burschenschaft erfüllt.
In der historischen Nachbetrachtung werden die Tumulte ebenfalls als nicht politisch motiviert eingestuft. Die meisten Autoren kritisieren das Vorgehen des Militärs als zu hart.